# Mecidea major
Mecidea major är en insektsart som beskrevs av Sailer 1952. Mecidea major ingår i släktet Mecidea och familjen bärfisar. Inga underarter finns listade i Catalogue of Life.